# Макалинский, Алексей Александрович
Алексей Александрович Макалинский, Макалинский 2-й (28 апреля 1874 — сентябрь 1945, Париж) — русский морской офицер, капитан 1-го ранга. Участник Русско-японской, Первой мировой войн. Эмигрант.

## Биография
Александр Александрович Макалинский родился 28 апреля 1874 года. В службе с 1893 года. Окончил Морской кадетский корпус 25 сентября 1896 года, 46-й на курсе по успеваемости, произведен в мичманы. Лейтенант (01.04.1901).
Артиллерийский  офицер «Джигит» (октябрь 1903 - на март 1904), вахтенный начальник эскадренного броненосца «Победа» в 1904 году. Участник Русско-японской войны.  Флаг-офицер, состоящий в распоряжении коменданта крепости Порт-Артур генерал-лейтенанта К. Н. Смирнова с 1904 и до конца осады. Находился в плену в Японии.
Окончил Артиллерийский офицерский класс в 1906 году. Зачислен в артиллерийские офицеры 1-го разряда. Старший флаг-офицер Штаба начальника Учебного отряда Чёрного моря в 1906—1908 годах. Старший офицер канонерской лодки «Черноморец» в 1908—1910 годах, капитан-лейтенант. Командир эскадренного миноносца «Свирепый» (8.02.1910—06.01.1914). Капитан 2-го ранга с 6 декабря 1911 года. .
Участник Первой мировой войны на Чёрном море в составе минной бригады. Командир эскадренного миноносца «Капитан Сакен» (6.01.1914 — 28.11.1916). Произведён в капитаны 1-го ранга «за отличие в делах против неприятеля» (23.10.1916) и награждён Георгиевским оружием.
Командир новейшего, типа «Счастливый», эскадренного миноносца «Быстрый» (28.11.1916 — 21.02.1917).
Командир под брейд-вымпелом 4-го (09.05.1917 - 31.07.1917 г.) и 3-го отряда (с 31.07.1917) транспортов Транспортной флотилии Черного моря. 
В Гражданскую войну в Белом Черноморском флоте. Эвакуирован в Турцию. После Гражданской войны в эмиграции, умер в Стамбуле в 10 ноября 1921 года. Похоронен на братском кладбище русских воинов в Галлиполи (могила № 238).
По другим данным во Франции. Умер в Париже в сентябре 1945 года.

## Награды
- орден Св. Станислава 3-й степени с бантом (26.03.1904, утв. 24.01.1905),
- орден Св. Анны 4-й степени «за храбрость» (02.11.1904, утв. 01.08.1905) за мужество и самоотверженность во время осады крепости Порт-Артур,
- орден Св. Анны 3-й степени с бантом (20.12.1904, утв. 01.08.1905) за мужество и самоотверженность во время осады крепости Порт- Артур,
- орден Св. Станислава 2-й степени (19.03.1907)[2].
- Георгиевское оружие, Высочайший приказ по морскому ведомству от 1916 № 483